# Karadż-e Olja
Karadż-e Olja (pers. كرج عليا) – wieś w Iranie, w ostanie Kermanszah. W 2006 roku miejscowość liczyła 160 mieszkańców w 46 rodzinach.